# Мальцев Терентій Семенович
Терентій Семенович Мальцев (29 жовтня (10 листопада) 1895, село Мальцево Кривської волості Шадринского повіту Пермської губернії, тепер Шадринського району Курганської області, Російська Федерація — 11 серпня 1994, село Мальцево Шадринського району Курганської області, Російська Федерація) — радянський діяч, новатор сільськогосподарського виробництва. Депутат Верховної Ради СРСР 2—5-го скликань (1946—1962). Депутат Верховної Ради РРФСР 6—11-го скликань. Лауреат Сталінської премії, двічі Герой Соціалістичної Праці (9.11.1955, 6.11.1975). Почесний академік Всесоюзної академії сільськогосподарських наук імені Леніна (1956).

## Життєпис
Народився у бідній селянській родині. У 1916—1917 роках служив у російській армії, учасник Першої світової війни. У 1917—1921 роках перебував у Німеччині в полоні.
З 1921 року, після повернення з полону — секретар, голова сільської ради. З 1923 року почав працювати у сільському господарстві та ставити сільськогосподарські досліди.
З 1930 року — рільник (полевод) колгоспу «Заповіти Ленина» села Мальцево Шадринського району Курганської області. У 1935 році — делегат 2-го Всесоюзного з'їзду колгоспників-ударників.
Член ВКП(б) з 1939 року.
З 1950 року — керівник Шадринської дослідної станції при колгоспі «Заповіти Ленина» Шадринського району Курганської області, створеної за прямою вказівкою Сталіна. З 1951 року розробляв безвідвальну систему обробки ґрунту, що включала плуг власної конструкції і систему п'ятипільного землеробства з безвідвальною обробкою ґрунту.
7 серпня 1954 року відбулася Всесоюзна нарада в селі Мальцево, яка тривала три дні. Нарада відбулася після приїзду 14 липня 1954 року в село Микити Хрущова. На нараду прибуло більше 1000 чоловік замість запрошених 300. У наступні роки з новою системою приїхали познайомитися близько 3,5 тисяч чоловік. Науковою частиною наради керував академік Лисенко Трохим Денисович.
У 1969 року Мальцев був обраний делегатом 3-го Всесоюзного з'їзду колгоспників. Брав участь в дев'яти з'їздах КПРС.
Помер 11 серпня 1994 року. Похований в рідному селі Мальцево.

## Нагороди і Звання
- двічі Герой Соціалістичної Праці (9.11.1955, 6.11.1975)
- шість орденів Леніна (11.05.1942, 9.11.1955,23.06.1966, 11.12.1973, 6.11.1975, 6.11.1985)
- орден Жовтневої Революції (8.04.1971)
- два ордени Трудового Червоного Прапора (27.10.1949, 13.12.1972)
- орден «Знак Пошани» (11.01.1957)
- орден «Велика зірка дружби народів» в золоті (1986, Німецька Демократична Республіка)
- медаль «За доблесну працю у Великій Вітчизняній війні 1941-1945 роках»
- Велика золота медаль ВСГВ (1940)
- Велика золота медаль імені Мічуріна (1954)
- Сталінська премія ІІІ ст. (1946) — за поліпшення сортів зернових і овочевих культур, за розробку і впровадження в сільське господарство передових агротехнічних методів землеробства, що забезпечили отримання високих урожаїв в умовах посушливого Зауралья
- премія імені Вільямса (1973)
- Почесний громадянин Росії — за особливі заслуги перед народом «у справі збереження і розвитку кращих традицій російського селянства»
- Почесний громадянин Курганської області] (29.01.2003, посмертно)
- заслужений працівник сільського господарства СРСР (1983)